# Monomorium tricolor
Monomorium tricolor är en myrart som beskrevs av Carlo Emery 1914. Monomorium tricolor ingår i släktet Monomorium och familjen myror. Inga underarter finns listade i Catalogue of Life.